# Naszibi határátkelői csata
A naszibi határátkelői csata a szíriai polgárháború egyik összecsapása volt, melyet a felkelők az utolsó, olyan, Jordániával közös határátkelő megszerzéséért indítottak, melyet még a kormány tartott a felügyelete alatt.

## A csata
2015. április 1-jén a felkelők az al-Nusra Front támogatásával támadást indítottak a félig már elfoglalt nasziri határátkelő ellen, és arra kényszerítették a hadsereget, hogy feladja a Jordániával közös határszakaszon fenntartott utolsó állását is. A felkelők ezzel egy időben elfoglalták a 62. 63. és 67. őrállást is. Legalább  egy  BMP-1-et is zsákmányoltak.
A hadsereg elismerte a támaszpont elvesztését, de azt állították, hamarosan az onnan 12,5 mérföldnyire keletre állomásozó  "Amman brigád" fogja visszaszerezni a terület ellenőrzését. Videófelvételek azonban azt mutatják, hogy azt a bázist is elfoglalták már.
A szíriai kormány bejelentette, hogy minden, a felkelők kezén lévő állomáson történő belépés illegálisnak fog számítani. A jordán hatóságok lezárták a határt.

## Következményei
Másnap a Szír Légierő támadást hajtott végre az átkelőnél és annak környezetében, melynek során nyolc embert – köztük öt felkelőt – megölt. Több száz felkelő és civil fosztotta ki a határátkelőt.  Az FSA az al-Nuszra Frontot gyanusította azzal, hogy részt vett az akcióban, és felszólította őket, hogy hagyják rl a helyszínt. A Déli Front amellett, hogy kijelentett, az al-Nuszra Front nem vett részt a határátkelőnél folyó harcokban, vizsgálatot is indított a fosztogatások miatt.
Április 3-án a határátkelő az al-Nusra ellenőrzése alatt állt, ők döntötték el, ki mehet rajta át, és ki nem. Tíz libanoni kamionost feltartóztattak, mert járművükkel a senki földjére tértek. A Libanoni Mélyhűtő Kamionosok Szövetsége szerint még legalább 30-35 libanoni kamionos maradt a térségben. A SOHR állítása szerint 300 járművet tartóztattak fel a régióban, Seer al-Dinnieh polgármestere, Ahmad Alam szerint pedig több tonna árut raboltak el a fosztogatások alatt.
Április 4-én az al-Nusra Front visszavonult, és átadta a terepet a polgári közigazgatásnak. A SOHR szerint a front legalább 35 sofőrt hurcolt el a határtól. A Horáni bíróságon megállapodtak arról, hogy a polgári ellenőrzés visszaállítása után 24 órán belül szabadon kell őket engedni.
Ennek ellenére április 6-án két sofőr még mindig fogságban volt.
Április 11-én – egy héttel a határ elhagyása után – az al-Nuszra Front kivonta csapatait a szír-jordán határsávból.

## Elemzés
A Nasziri volt az utolsó jelentős, a kormányzat kezén lévő határátkelő a szír-jordán határon, mely fontos szerepet játszott a Szíria és Libanon valamint Perzsa-öböl egyéb államai közötti kereskedelemben. Ha elfoglalták volna a határt, az a Libanoni Gazdasági Minisztérium szerint minden bizonnyal nagyban befolyásolta volna Szíria, Libanon és Jordánia gazdaságát is. Nagyon megnehezítette volna a szír kormánynak azt a célját, hogy helyreállítsa az ország polgárháború előtti 2 milliárd dolláros éves külkereskedelmi forgalmát. Muhanad al-Asfar, a Szír Exportőrük Uniójának egyik vezetője azt mondta, a határ elvesztése a katasztrófával lett volna egyenlő a szír gazdaság számára.